# Cronay
Cronay – miejscowość i gmina (commune) w zachodniej Szwajcarii, w kantonie Vaud, w okręgu (district) Jura-Nord vaudois.  

## Demografia
W Cronay mieszkają 403 osoby. W 2021 roku 9,2% populacji gminy stanowiły osoby urodzone poza Szwajcarią.

## Transport
Przez teren gminy przebiegają autostrada A1 oraz droga główna nr 151.